# Љиљана Алексић Пејковић
Љиљана Алексић-Пејковић (Куманово, 8. јул 1926) српски је историчар. Дипломирала је на Правном факултету у Београду 1950. године. Примљена је на место асистента у Историјском институту као стипендиста САНУ. Докторирала је 1956. у Centre des Hautes Etudes Européennes у Стразбуру са дисертацијом Став Француске према Србији за време друге владе кнеза Милоша и Михаила (1858 — 1868). У институту је стекла сва научна звања. Пензионисана је 1992. године. Проучавала је односе Србије и Црне Горе у 19. и 20. веку са западним силама- Француском, Уједињеним Краљевством и Италијом. Такође је проучавала и утицаје ових односа на привредна, политичка и финансијска кретања у Србији. Истраживала је у многим архивама, претежно дипломатским, у Риму, Лондону, Паризу и Бечу. Учествовала је на бројним научним скуповима. Своје радове објављивала је у многим страним и домаћим часописима. Одликована је италијанским орденом Per le merità III степена за научну сарадњу са овом земљом.

## Важнији радови
- Political and diplomatic importance of the Balcan Wars, War and the Society in the Eastern and Central Europe, XVII, Brooklyn 1986.
- Северна Албанија у спољнополитичким плановима Србије и Црне Горе, Становништво словенског порекла у Албанији, Титоград 1991.
- Нови курс у спољној политици Србије почетком 20. века, Србија у модернизацијским процесима 20. века, Београд 1994.
- Босна и Херцеговина од Средњег века до новијег времена, Београд 1995.